# Arrigo Cairo
Arrigo Cairo (Codogno, 7 novembre 1894 – 16 ottobre 1959) è stato un avvocato e politico italiano.